# 서호선

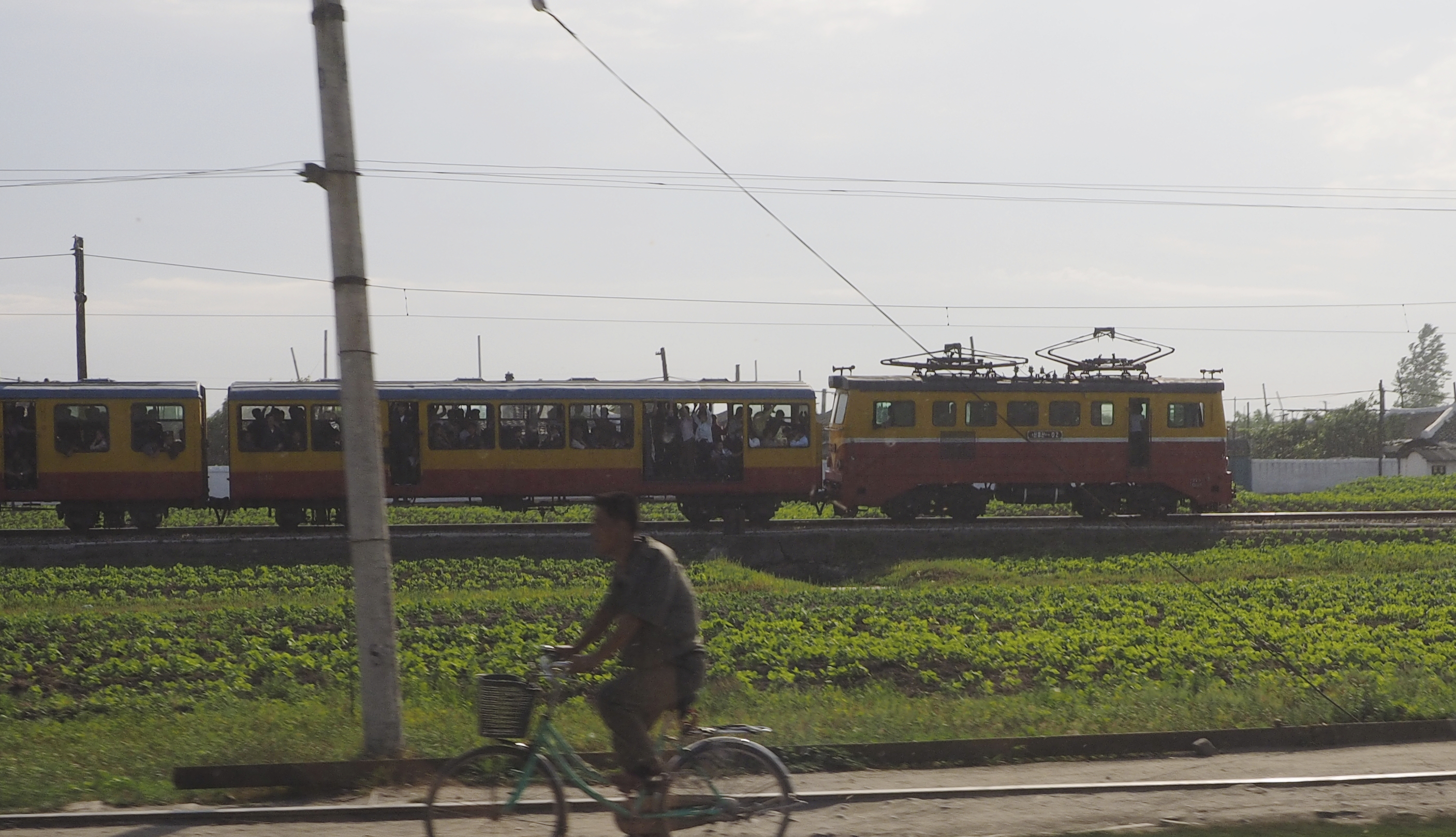
서호선 통근 열차 (2014년 6월)

서호선(西湖線)은 조선민주주의인민공화국 함경남도에 있는 서함흥역과 서호역을 연결하는 철도 노선이다. 개통 당시에는 신흥철도 흥남선(新興鐵道興南線)이었다.

## 노선 정보
- 구간과 거리: 서함흥역~서호역
- 궤도 간격: 762mm(협궤)
- 전철화 구간: 전 구간(직류 3000V)
- 복선 구간: 없음

## 연혁
- 1934년 5월 1일: 흥남선 서함흥~천기리 간 개통[2]
- 1936년 3월 5일: 천기리~내호 간 개통[3]
- 1936년 12월 15일: 내호~서호리 간 개통[4]
- 1945년 이전: 황금정역(黃金町驛)을 사포역(沙浦驛)으로 개칭[5]
- 일자 불명: 서호선으로 개칭
- 2000년 12월 30일: 서함흥~서호 간 전철화 완공[6][7]
- 2017년 11월: 서함흥~서호 간 개건 공사 완공, 협궤 전기 기관차 8량 및 객차 20여 량 신조[8]

## 역 목록

### 1937년
운수영업 개시 고시를 취합하였다.
| 역명   | 로마자 역명 | 한자 역명 | 접속 노선 | 역간 거리 | 영업 거리 | 소재지   | 소재지 |
| ------ | ----------- | --------- | --------- | --------- | --------- | -------- | ------ |
| 서함흥 |             | 西咸興    | 신흥선    | 0.0       | 0.0       | 함경남도 | 함흥시 |
| 황금정 |             | 黃金町    |           | 1.2       | 1.2       | 함경남도 | 함흥시 |
| 영대   |             | 營垈      |           | 2.8       | 4.0       | 함경남도 | 함주군 |
| 서본궁 |             | 西本宮    |           | 1.8       | 5.8       | 함경남도 | 함주군 |
| 용흥   |             | 龍興      |           | 2.1       | 7.9       | 함경남도 | 함주군 |
| 운남   |             | 雲南      |           | 2.2       | 10.1      | 함경남도 | 함주군 |
| 신구룡 |             | 新九龍    |           | 1.5       | 11.6      | 함경남도 | 함주군 |
| 구룡   |             | 九龍      |           | 1.3       | 12.9      | 함경남도 | 함주군 |
| 축항   |             | 築港      |           | 1.0       | 13.9      | 함경남도 | 함주군 |
| 천기리 |             | 天機里    |           | 0.9       | 14.8      | 함경남도 | 함주군 |
| 동흥남 |             | 東興南    |           | 1.0       | 15.8      | 함경남도 | 함주군 |
| 내호   |             | 內湖      |           | 0.7       | 16.5      | 함경남도 | 함주군 |
| 서호리 |             | 西湖里    |           | 1.7       | 18.2      | 함경남도 | 함주군 |

### 2017년
2017년 12월 1일자 조선중앙통신 보도와 2019년 1월 16일자 데일리NK 보도를 취합하였다.
| 역명   | 로마자 역명 | 한자 역명 | 접속 노선 | 역간 거리 | 영업 거리 | 소재지   | 소재지 |
| ------ | ----------- | --------- | --------- | --------- | --------- | -------- | ------ |
| 서함흥 | Sŏhamhŭng   | 西咸興    |           | 0.0       | 0.0       | 함경남도 | 함흥시 |
| 사포   | Sap'o       | 沙浦      |           | 1.2       | 1.2       | 함경남도 | 함흥시 |
| 상수   | Sangsu      | 上水      |           |           |           | 함경남도 | 함흥시 |
| 성천   | Sŏngch'ŏn   | 城川      |           |           |           | 함경남도 | 함흥시 |
| 흥덕   | Hŭngdŏk     | 興德      | 비날론선  |           |           | 함경남도 | 함흥시 |
| 운성   | Unsŏng      | 雲城      |           |           |           | 함경남도 | 함흥시 |
| 룡성   | Ryongsŏng   | 龍城      |           |           |           | 함경남도 | 함흥시 |
| 하덕   | Hadŏk       | 荷德      |           |           |           | 함경남도 | 함흥시 |
| 서호   | Sŏho        | 西湖      | 평라선    |           |           | 함경남도 | 함흥시 |

## 참고 문헌
- 고쿠부 하야토(国分隼人), 《将軍様の鉄道 北朝鮮鉄道事情》, 新潮社, 2007, ISBN 978-4-10-303731-6
- 鉄道省 編, 《鉄道停車場一覧 昭和12年10月1日現在》, 1937, p516